# ファミコン必勝本
『ファミコン必勝本』（ファミコンひっしょうぼん）は、JICC出版局（現・宝島社）から刊行されていたゲーム雑誌。
1980年代後半に『ファミコン通信』（アスキー）・『ファミリーコンピュータMagazine』（徳間書店インターメディア）・『マル勝ファミコン』（角川書店）と並んで「4大ファミコン雑誌」の一角を占めた。オールカラーの誌面と250円（1989年の消費税導入後は260円）と言う低価格が特徴。
略称は『必本』（ひっぽん）で、読者からの公募により決定し1991年のリニューアル時には『HiPPON SUPER!』（後に『必本スーパー!』）が正式誌名となった。

## 概要

### ムック時代（1984 - 1986年）
前身は別冊宝島シリーズで刊行された『ファミリーコンピュータ必勝本』1〜3で、ファミコンのゲームの攻略法がタイトル別に掲載されていた。特徴としては、同時期に他社から刊行されていた同種の攻略本よりも高い年齢層を想定した誌面構成が挙げられ、後に「高橋名人のライバル」へと祭り上げられる毛利名人が『ゼビウス』1000万点に挑戦したのもこのムックの企画である。

### ファミコン必勝本（1986 - 1990年）
1986年3月8日、月刊誌『ファミコン必勝本』として正式に創刊。創刊直後にスクープ掲載した『スーパーマリオブラザーズ』のワールド9騒動で一躍注目を集め、9月には創刊から半年で月2回刊へ移行。先行する『ファミリーコンピュータMagazine』や同時期に創刊した隔週・月2回刊の『ファミ通』・『マル勝ファミコン』と共に「4大ファミコン雑誌」の一角を占める。
『ドラゴンクエストII 悪霊の神々』がブームとなった1987年には、同ゲームをパロディ化したプレゼントコーナー「ごいんきょクエスト」が連載された。モンスターは読者から募ったものが登場し、これも同ゲームをパロディ化したものが多かった。
他誌では扱いの低かった、『ウィザードリィ』シリーズを強く推した。1987年に連載が始まった投稿ページ「ウィザードリィ友の会」は単行本を3冊も刊行。また、同タイトルを扱った小説。『小説ウィザードリィ 隣り合わせの灰と青春』（ベニー松山）なども刊行している。また『ウィザードリィ』小説アンソロジーの中では馳星周が「佐山アキラ」名義で執筆している。また、石垣環によるコミック作品も連載された。
また、同じく後に単行本化されたエッセイ『パックランドでつかまえて』を連載した田尻智や、成沢大輔（CB's PROJECT）・手塚一郎（スタジオベントスタッフ）・鈴木みそ・金子統（現・かねこ統）など、後年他社のゲーム雑誌や攻略本でも活躍するメンバーが顔を揃えていた。
同誌の特徴として、ゲーマー（同誌における編集部員および外部ライターの総称）が良いと判断した作品はメーカーや機種に拘らずに推す姿勢が強かった。ゲーマーによる作品紹介およびレビューが、囲み記事ではなく、1ページまたは半ページを用いて掲載されていた。前述の『ウィザードリィ』以外に同誌が推したゲームは『バトルトード』、『ココロン』などである。
成沢、大塚ギチ、塩田信之、野安ゆきお、石埜三千穂など、他誌と比べて攻撃的な編集者・ライターが多く、他のファミコン雑誌を批判し、激しく攻撃した事でも知られている。
その後、スーパーファミコンの発売を目前に控えた1990年に入ると部数は減少し、創刊100号を達成した直後に月刊総合誌『HiPPON SUPER!』へとリニューアルした。

### HiPPON SUPER!、必本スーパー!（1991 - 1995年）
『HiPPON SUPER!』へのリニューアル後は『ドラゴンクエスト』・『ファイナルファンタジー』・『ウィザードリィ』・『女神転生』のいわゆる「4大RPG」（この定義は1990年2月から4月にかけてこの4作品のシリーズ作が相次いで発売された際に、『ファミコン必勝本』誌上で提唱されたものである）のファンページを強化する路線が取られ、ゲーム雑誌の中で独自の地位を占めて行くことになった。
1994年7月号より誌名を『必本スーパー!』に改題、同年末の次世代ゲーム機ラッシュではセガサターンを強力にプッシュ。にもかかわらず、翌年の後半には誌名を『64（ロクヨン）』に変更し、翌年に発売が予定されていたNINTENDO 64の専門誌にリニューアルすることを突然、発表する。

### 64（ロクヨン）、攻略の帝王、そして休刊（1995 - 1998年）
1995年11月より誌名を『64（ロクヨン）』に変更したが、誌名変更直前に掲載した「『ファイナルファンタジーVII』がプレイステーションで発売されることになった」と言うリーク記事がスクウェアより「事実無根」と抗議され、謝罪文を掲載することとなった（謝罪文掲載から2ヶ月後にはリーク記事通りの公式発表が行われる）。
NINTENDO64の売れ行きが不振だったこともあり、迷走した中でのリニューアルは完全に失敗。1997年3月から隔週刊『攻略の帝王』に再度の全面リニューアルを行い、攻略記事に特化した総合ゲーム雑誌を目指したが1998年5月1・15日合併号を以て休刊。これに伴い、宝島社は12年間のゲーム雑誌事業から撤退することとなった。

### その後
2011年11月19日、阿佐ヶ谷ロフトAにてトークイベント「ヒッポン・エイジス〜あの雑誌の誌面から振り返るテレビゲーム80's」を開催。成沢大輔と平林久和を中心に、同誌の編集者・ライター・関係者が出席し、当時のエピソードを披露した。同イベントは3回、スピンオフイベント「攻略本大博覧会」が1回開催された。

## 『ファミコン必勝本』から『必本スーパー!』までの読者コーナー
ドラゴンクエストマスターズクラブ
- ドラゴンクエストIIIマスターズクラブ
- ドラゴンクエストIVマスターズクラブ

ウィザードリィ友の会
FE紋章同盟
バグボーイクラブ
- バグボーイ情報局 - 裏技紹介コーナー。
- FNN（ファミコンニュースネットワーク） - ネタハガキ紹介コーナー。

## 執筆に参加していたライター
- 赤松直人
- 石埜三千穂
- 井上尚美（RinRin井上）
- 猪野清秀
- 大塚ギチ
- 竜王は生きていた（『必勝本』末期の1990年に半年ほど読者投稿欄を担当していたことがある）
- かねこ統
- 黒須一彦（プッツン黒須）
- 鈴木みそ（ちゃっきりみそ）
- 佐久間亮介
- 今村文二（スポック文二）
- 作山哲広
- 塩田信之
- 田尻智
- 辻猛（ターミネーター辻／タイレル辻）
- 手塚一郎
- TETSU
- とみさわ昭仁
- 成沢大輔（CB成沢）
- 根本康弘（忍者根本）
- 野安ゆきお
- 馳星周（佐山アキラ）
- 原口一也
- バラリス中野（のちにバンダイに入社。橋本真司の後輩として、ファミコン必勝本本誌で紹介された）
- 藤森英明
- ベニー松山
- 松本常男（亀仙人松ちゃん・現キャラメル・ママ社長）
- 元宮秀介
- 山下章
- 渡辺浩弐

## 読者出身のライターなど
- 生井俊

## 関連事項
- 後藤勝（元編集者）
- 平林久和（元編集者）
- ユーゲー（2006年2月号で『ファミコン必勝本』を特集）
- クインティ（キャラクターデザイン・杉森建のコミカライズが連載されていた）
- はやのん（漫画家。『ファミコン必勝本』の常連投稿者だった）
- ファイアーエムブレム (島田ひろかずの漫画)（『ファミリーコンピュータMagazine』に連載していた作品であったが、単行本化は『HIPPON SUPER!』込みで、JICC出版局が発行している）